# Rue Sainte-Catherine (Lyon)
Pour les articles homonymes, voir rue Sainte-Catherine.
La rue Sainte-Catherine est une voie publique au pied des pentes de la Croix-Rousse dans le 1er arrondissement de Lyon, en France.

## Situation
La rue Sainte-Catherine, d'axe Est-Ouest, est parallèle à la place des Terreaux (vers laquelle partent d'ailleurs de nombreuses traboules à travers les immeubles, dont la plupart ont été récemment bouchées). Elle est donc en plein cœur du centre historique de Lyon, débouchant sur l'Hôtel de ville de Lyon.

## Histoire
En 1680, est attestée une rue et une place Sainte-Catherine, du nom d'un établissement de soin accueillant les orphelines situé sur cette place. À l'angle des rues d'Algérie et Sainte-Marie-des-Terreaux, une statue de Catherine d'Alexandrie, sculptée en 1866 par Joseph-Hugues Fabisch pour remplacer une œuvre du XVIIe siècle, rappelle également le souvenir de cet hôpital dépendant de l'hôpital de la Charité de Lyon. Au fil des siècles, plusieurs noms furent en vigueur (marché du Fillet, place du Fil, place Neuve-des-Carmes, rue du Forès) et une autre rue Sainte-Catherine est attestée en 1831 dans le 4e arrondissement (actuelle rue Charles-François-Lebrun). Il existait également une petite rue Sainte-Catherine et une grande rue Sainte-Catherine. Le 4 août 1854, la petite rue Sainte-Catherine devient la rue Jean-François-Terme et l'actuelle rue Sainte-Catherine reçoit son nom définitif. La place Sainte-Catherine a été absorbée par la rue du même nom.

### Rafle de la rue Sainte-Catherine
L'Union générale des israélites de France (UGIF), organisme créé par le gouvernement de Vichy dans le but de contrôler la communauté juive de France dispose durant la Seconde Guerre mondiale d'un bureau d'œuvres sociales au numéro 12 de la rue. L'association, bien qu'étroitement contrôlée par les autorités est parvenue à développer un réseau d'entraide précieux pour la communauté. De nombreux Juifs de Lyon fréquentent les locaux de la rue Sainte-Catherine à la recherche d'un soutien médical ou d'une aide matérielle. Il est possible par le biais de cette association de rencontrer des militants qui fournissent de faux papiers et organisent des passages en Suisse.
Le 9 février 1943, la Gestapo dirigée à Lyon par Klaus Barbie monte un piège. Ce jour-là, tous ceux qui se présentent au numéro 12, bénévoles de l'association, militants clandestins et assistés sont interpellés. À la fin de la journée, 84 personnes ont été arrêtées et sont internées au camp de Drancy puis envoyées dans les camps d'extermination de l'Allemagne nazie. Seules quatre en reviendront.

Lors du procès de Klaus Barbie en 1987, cette rafle fait partie des charges importantes retenues contre lui. Le travail de l'avocat Serge Klarsfeld permet d'identifier l'ensemble des victimes parmi lesquelles figure Simon Badinter, le père de Robert Badinter, ministre de la Justice français et instigateur de l'abolition de la peine de mort. Rachmil Szulklaper, l'un des survivants de la rafle peut témoigner lors du procès : 
« À l'époque, je faisais partie de la Fédération des sociétés juives de France, qui avait pour activité clandestine de faire passer des enfants en Suisse. Pour cette activité, j'ai profité des locaux de l'UGIF, 12 rue Sainte-Catherine à Lyon. C'est pourquoi je me trouvais là, le 9 février 1943, lorsqu'a eu lieu la rafle.
 Vers le milieu de la matinée, six ou sept hommes en civil et armés de la Gestapo allemande accompagnés de SS ont pénétré dans les locaux de l'U.G.I.F. en criant en allemand de mettre les mains en l'air. Ils ont pris nos papiers d'identité et nous ont groupés dans un coin d'une pièce, sous la garde de gens armés.
 Au début, nous n'étions pas nombreux, mais au fur et à mesure les juifs qui arrivaient se faisaient prendre comme nous. Ils venaient au siège de l'UGIF pour recevoir des aides diverses. Les Allemands s'assuraient que nous étions juifs pour procéder à nos arrestations. Mon frère Victor et deux autres personnes qui possédaient de faux papiers d'identité ont été relâchés. Ceci prouve bien qu'il s'agit d'un crime racial »
— Rachmil Szulklaper, procès Barbie

### Histoire récente
Après guerre, tout le quartier des pentes de la Croix-Rousse se paupérise du fait de la crise de l'industrie de la soie. Le quartier du bas des pentes (parfois appelé « quartier Sainte-Catherine ») devient mal famé, haut lieu de la prostitution, des trafics en tous genres, des bars plus ou moins clandestins et des bandes de délinquants. Le « Gang des Lyonnais » fera notamment de la rue Sainte-Catherine un de ses repères, en particulier le bar Le Chambéry, dont le propriétaire sera abattu sur place en 1977.
Le centre névralgique du monde de la nuit fut d'abord la rue René Leynaud, mais il se déplace progressivement vers la rue Sainte-Catherine au cours des années 80. La rue Sainte-Catherine devient à partir de cette époque l'un des lieux emblématiques des pentes de La Croix-Rousse, célèbre pour ses nombreux bars et pubs (l’Abreuvoir, le Shamrock, le Perroquet Bourré, l’Albion - fondé en 1982 et premier pub irlandais de Lyon -, le Douala...), cerclés de kebabs et d'épiceries de nuit. Elle doit aussi sa réputation à son ambiance populaire et festive, fruit d'une importante mixité culturelle et sociale.
C'est aussi la situation de la rue qui lui a valu ses célèbres et nombreux bars, puisque sa position centrale permettait de drainer une importante population venue autant de La Croix-Rousse (pentes comme plateau) que de la presqu'île, ainsi que de Saint-Jean et Saint-Paul (par le pont La Feuillée jeté sur la Saône) et du 6e arrondissement, par le pont Morand. L'arrêt de métro « Hôtel de Ville » constitue de surcroît le nœud entre les lignes A et C, et de nombreux bus desservent jusqu'à une heure assez avancée ce quartier, permettant à la rue Sainte-Catherine d'être beaucoup plus active la nuit que la journée, et même fréquemment complètement engorgée de monde au beau milieu de la nuit : c'est pourquoi elle est familièrement appelée par les lyonnais la « Rue de la Soif ».

### Situation contemporaine
Dans le cadre de la décision de rénovation du quartier des pentes (passage Thiaffait, montée de la Grand'côte, esplanade, Gros Caillou...), la préfecture de Lyon a signé un arrêté le 1er juin 2009 obligeant tous les bars du quartier Sainte-Catherine à « être fermés » à 1h du matin, au lieu de « fermer » à 3h auparavant. À la suite de cet arrêté et d'une série d'autres mesures de plus en plus restrictives prises par les pouvoirs locaux, il semblerait que l'ambiance de la rue Sainte-Catherine tende à évoluer progressivement vers un apaisement et un embourgeoisement relatifs, témoins les fermetures de bars, les récentes rafles de dealers et la transformation de certains bars en pubs plus respectables pour une jeunesse plus sage, notamment le Shamrock.
L'interdiction de fumer dans les bars et la hausse du prix des consommations ont certainement aussi joué un rôle important dans cette évolution, et à l'image de tout le « quartier Sainte-Catherine », la rue n'a désormais plus rien à voir avec le lieu agité qu'elle a pu être jusqu'au milieu des années 90.

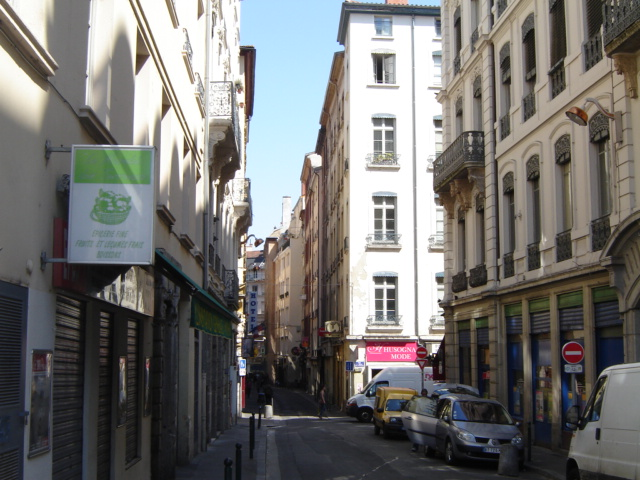
L’extrémité ouest de la rue, de jour.
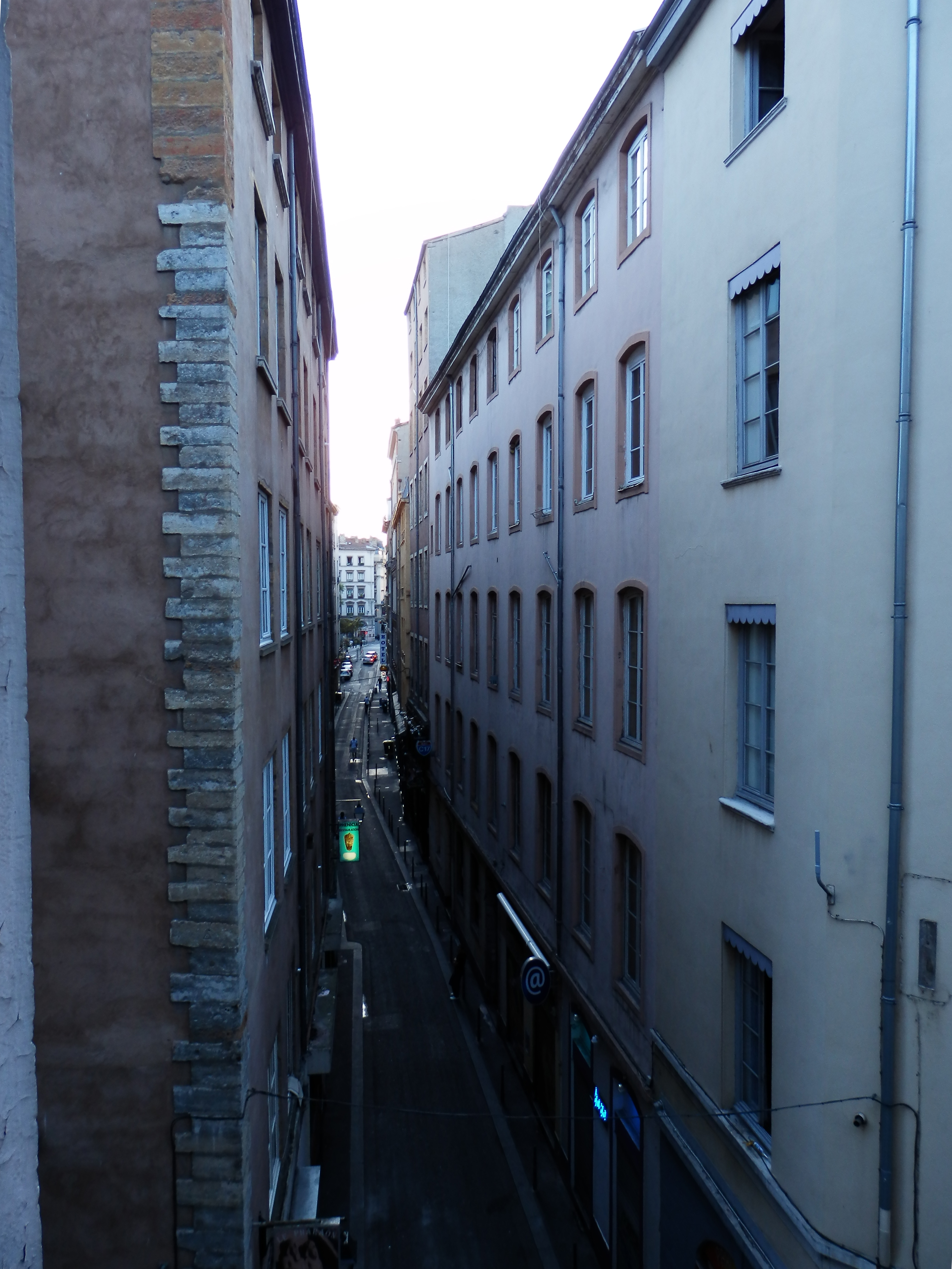
L’extrémité est de la rue, le soir.
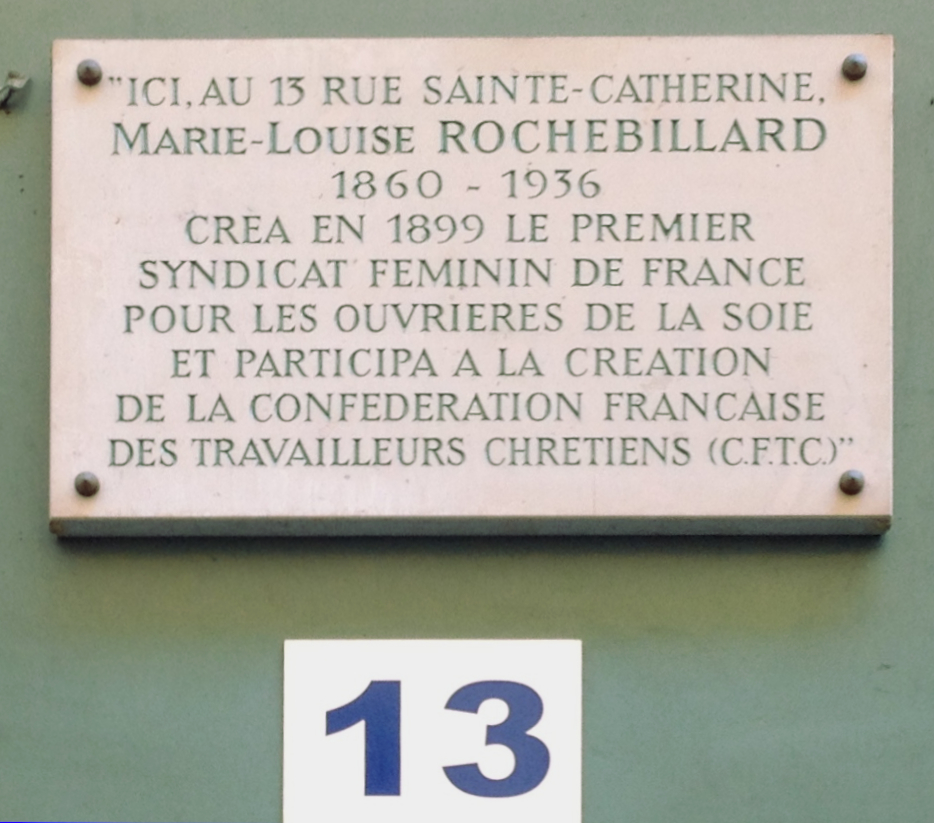
Plaque commémorant la création d'un syndicat féminin en 1899 par Marie-Louise Rochebillard, au 13 de la rue.
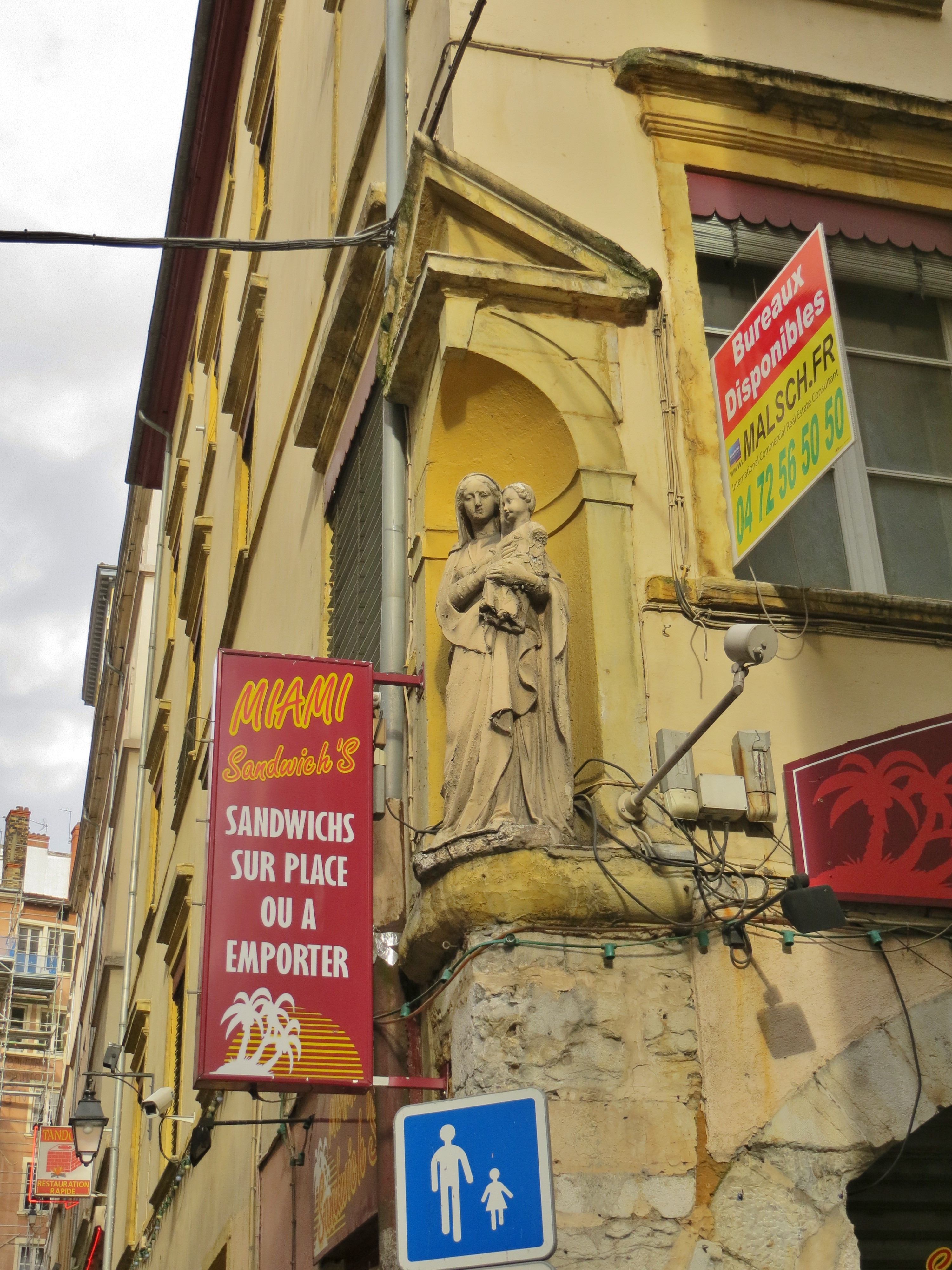
La statue de Sainte Catherine d'Alexandrie par Joseph-Hugues Fabisch.
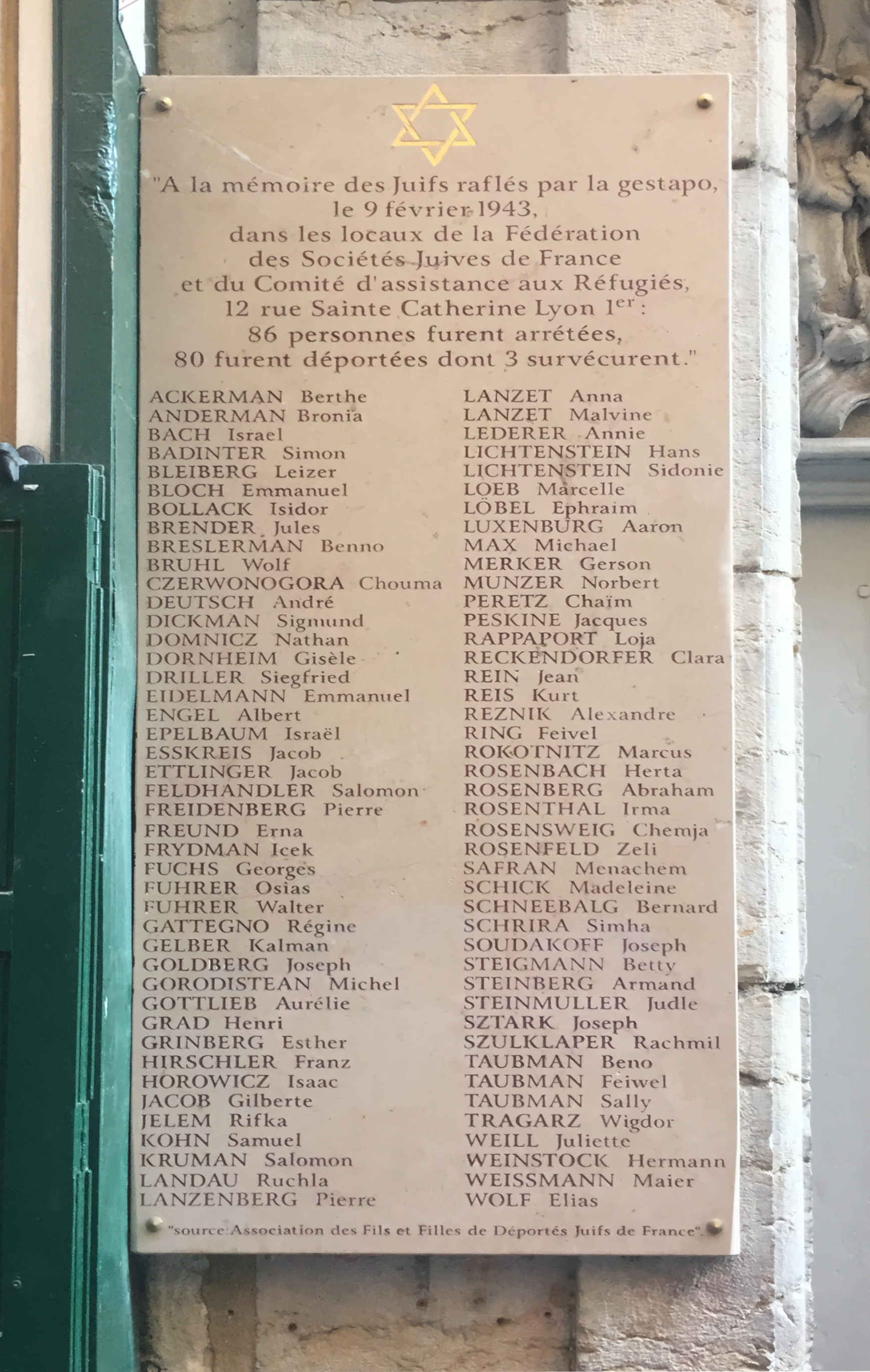
Plaque commémorative de la rafle de la rue Sainte-Catherine.